# Isiaka Olawale
Isiaka Olawale (Ilorin, 11 novembre 1983) è un ex calciatore nigeriano, di ruolo centrocampista.